# Ludolf von Wenge-Wulffen
Ludolf Clemens Walburgis Freiherr von Wenge-Wulffen (* 16. April 1820 in Eisleben (abweichend davon 16. April 1819 in Gotha); † 13. März 1903 im Haus Overbach bei Jülich) war ein preußischer Offizier und Landrat.

## Leben
Der katholische Ludolf von Wenge-Wulffen war ein Sohn des Oberst und Regimentskommandeurs Wilhelm August von Wulffen und dessen Ehefrau Marie Luise Freiin von Wenge (1798–1866). Ab dem 10. Dezember 1838 diente er als Lieutenant im 8. Ulanen-Regiment. Am 16. Mai 1851 wurde er mittels Allerhöchster Kabinettsorder (AKO) zum Rittmeister im 8. Husaren-Regiment befördert, wo er am 11. November 1863 im Rang eines Majors verabschiedet wurde. 1870/71 war er nochmals Kriegsteilnehmer, bevor er am 25. September 1872 zum kommissarischen Landrat des Kreises Jülich ernannt wurde, dem am 14. Oktober 1872 der Amtsantritt folgte. Der Zurücknahme des Kommissoriums auf Gesuch vom 11. Mai 1875 wurde am 31. Mai 1875 stattgegeben.

## Familie
Ludolf von Wenge-Wulffen heiratete am 12. Januar 1864 in Barmen Maria Angelica Gräfin von Hompesch-Rurich (* 23. Januar 1828; † 1913), Tochter des preußischen Kammerherrn Hermann Graf von Hompesch und dessen Ehefrau Oktavie Philippine, geborene Gräfin von Arschot-Schoonhoven.